# 小田真由美
小田 真由美（おだ まゆみ、3月2日 - ）は、日本の女性声優。アミュレート所属。鹿児島県出身。血液型はA型。
東京アナウンス学院出身。以前はオフィス野沢、メディアフォース、ディーカラーに所属していた。
2024年8月1日、ディーカラーとアミュレートとの事業統合によりアミュレートへ移籍。

## 出演作品

### テレビアニメ
2000年
- 六門天外モンコレナイト（ワルキュリアの少女A）

2007年
- きらりん☆レボリューション（客）
- Devil May Cry（少女）

2008年
- スレイヤーズREVOLUTION（女）

### 劇場アニメ
- UFO学園の秘密

### ゲーム
2000年
- 星界の紋章（マーヴェジュ）

2003年
- ファンタスティックフォーチュン2（アーク母 他）

2004年
- 加奈…おかえり!!（藤堂加奈）

2007年
- ゼロの使い魔 夢魔が紡ぐ夜風の幻想曲

### ドラマCD
2008年
- 世界一初恋〜羽鳥×千秋編〜（一之瀬絵梨佳）